# Park Bumsin
Park Bum Shin (nacido el 24 de agosto de 1946) es un escritor surcoreano.

## Biografía
Park Bum Shin nació en Nonsan, provincia de Chungcheong del Sur. Se graduó en la Universidad Nacional de Jeonju de Educación, la Universidad Wonkwang y la Universidad de Corea. Mientras trabajaba como profesor de lengua coreana en una escuela secundaria, debutó en la literatura en 1973 con el relato corto "Restos del verano" (Yeoreum ui janhae), con el que ganó el Concurso Literario de Año Nuevo del JoongAng Ilbo. En el mismo año, junto con los poetas Kim Seung-hui y Jeong Ho-seung, fundó el grupo literario llamado "Grupo 73".
Después de enseñar durante 28 años en la Universidad Myongji,se retiró en 2011. Tras retirarse y publicar su 39.ª novela: Mi mano se convierte en herradura, se mudó a su ciudad, donde se concentró solo en escribir. También escribe diarios que tiene pensado publicar.

## Obra
En 1979 empezó a serializar su primera novela Tumbado como las hojas de la hierba (Pullipcheoreom nupda) en el periódico JoongAng Ilbo, que sería su obra distintiva. Por las descripciones sensibles e incluso poéticas de las pérdidas que sufrió la gente de Corea en el periodo de rápida urbanización, Park Bumsin recibió en 1981 el Premio de Literatura Coreana. Le siguieron más novelas publicadas en forma de serial, que mostraron su estilo realista que detalla sueños y frustraciones de ciudadanos corrientes y sin rumbo en un mundo materialista y oportunista. Hay que destacar País de fuego y País de agua, que aparecieron en el periódico Dong-a Ilbo a principios de los años ochenta y ganaron el reconocimiento del público. Las historias son retratos satíricos de las ambiciones y desengaños de dos chicos de campo, Baek Chan-gyu y Han Gil-su, que se mudan a Seúl en pleno proceso de industrialización y urbanización. Las novelas reflejan las propias experiencias de juventud del autor en la vida urbana.

## Obras en coreano (lista parcial)
- El conejo y el submarino (Tokki wa jamsuham, 1978)
- La trampa (Deot, 1978)
- Un globo vuela por la mañana (Achime nallin pungseon, 1979)
- Un sueño más profundo que la muerte (Jugeumboda gipeun jam, 1979)
- Río de invierno y brisa de primavera (Gyeoul gang hanuibaram, 1979)
- Tumbado como las hojas de hierba (Pullipcheoreom nupda, 1980)
- Fuegos artificiales (Bulkkot nori, 1983)
- El bosque nunca duerme (Supeun jamdeulji anneunda, 1985)
- País de fuego (Burui nara, 1987)
- País de agua (Mul ui nara, 1988)
- El carro que empuja la vaca blanca (Heuin so ga ggeuneun sure, 1997)
- Un escritorio sucio (Deoreoun chaeksang, 2003)
- La habitación vacía (Bin bang, 2004)
- Namaste (Namseute, 2005)
- Cholatse (2008)
- Eun-gyo (2010)
- Mi mano se convierte en una herradura (2011)